# بلير ماكولاي
بلير ماكولاي هو لاعب هوكي الجليد كندي، ولد في 27 يونيو 1988 في وينيبيغ في كندا.

## وصلات خارجية
- بلير ماكولاي على موقع EliteProspects.com (الإنجليزية)
- بلير ماكولاي على موقع HockeyDB.com (الإنجليزية)